# Österhammarssjön
Österhammarssjön är en sjö i Lindesbergs kommun i Västmanland och ingår i Norrströms huvudavrinningsområde. Sjön har en area på 0,424 kvadratkilometer och ligger 31,9 meter över havet. Sjön avvattnas av vattendraget Ässingån (Finnåkersån).

## Delavrinningsområde
Österhammarssjön ingår i det delavrinningsområde (659862-148477) som SMHI kallar för Ovan Lillån. Medelhöjden är 45 meter över havet och ytan är 10,88 kvadratkilometer. Räknas de 6 avrinningsområdena uppströms in blir den ackumulerade arean 151,24 kvadratkilometer. Ässingån (Finnåkersån) som avvattnar avrinningsområdet har biflödesordning 3, vilket innebär att vattnet flödar genom totalt 3 vattendrag innan det når havet efter 176 kilometer. Avrinningsområdet består mestadels av skog (39 procent), öppen mark (13 procent) och jordbruk (42 procent). Avrinningsområdet har 0,36 kvadratkilometer vattenytor vilket ger det en sjöprocent på 3,3 procent.